# 拉尔库阿恩
拉尔库阿恩（Lalkuan），是印度北阿坎德邦Nainital县的一个城镇。总人口6524（2001年）。

## 人口
该地2001年总人口6524人，其中男性3567人，女性2957人；0—6岁人口1118人，其中男599人，女519人；识字率69.77%，其中男性为76.48%，女性为61.68%。